# (180824) Kabos
(180824) Kabos ist ein Asteroid des inneren Hauptgürtels, der am 2. April 2005 von dem ungarischen Amateurastronomen Krisztián Sárneczky am Piszkéstető-Observatorium (IAU-Code 561) im nordungarischen Mátra-Gebirge im Auftrag des Budapester Konkoly-Observatoriums entdeckt wurde. Trotz seiner schwachen absoluten Helligkeit von 20 bis 20,5 mag konnte er an den vier darauf folgenden Nächten am Piszkéstetői Obszervatórium erneut beobachtet werden.
Der Asteroid wurde am 28. Dezember 2012 nach dem ungarischen Filmkomiker der 1930er-Jahre Gyula Kabos (1887–1941) benannt.